# 孟君
孟君 （1924年 – 1996年5月29日），原名馮畹華，另有筆名浮生女士、屏斯，香港著名小說家、電台及電視節目主持。

## 個人事業
1946年在廣州的《環球報》開設《浮生女士信箱》專欄，解答讀者來信。
1949年10月移居香港。
1950年創辦周刊《天底下》，並開始以孟君的筆名撰寫《最後一個音符》、《農村》等小說。
孟君原著小說《愛人》，經張國良改編為廣播劇，在1969年7月11日(星期五)開始，在香港電台由招廣培主持的《人海情潮》節目，逢星期一至星期五，每天下午6時30分開始，分18場播放。《愛人》劇情是少女少清的父親仲康失蹤了18載，祖母病危時遺下父親的日記，並囑咐她尋找父親，她從日記裡知道自己並非母親玲枝所生，原來父親本與秀文表姊相戀，未婚懷孕產下自己，然而祖母固執，棒打鴛鴦。此外秀文表姊曾與馬先生訂婚，幸好馬先生同情秀文表姊，待產下少清時才送還給表弟，跟馬先生結婚，父親另娶玲枝後，離家出走，玲枝撫育少清長大，此外母親玲枝亦收養孤兒立志為少清的兄長，兩人青梅足馬，互生愛意，無奈受制於封建禮教，只能抑壓感情。最後少清發現圖書館管理員就是生父，又意外遇見生母秀文，終於撮合了親生父母；自己亦與無血源關係的大哥立志相愛。。
香港「榮華公司」的國語文藝電影《昨夜夢魂中》(1971年)及《珮詩》(1972年)，皆是根據孟君原著小說改編而成，孟君更親自設計戲服，其中電影《珮詩》(1972年)的戲服高達40多套。
孟君在1975年10月28日(星期二)下午2時30分至3時，在香港電臺接受《下午旋律》節目主持人黃煜芬訪問時，透露自己一向愛寫小說，8歲已開始寫作，很早成名。她解答許多讀者對於家庭、婚姻及戀愛難題，全憑經驗及讀者提供意見。她又認為家庭及事業同樣重要。
孟君曾長時期在無線電視主持婦女節目，亦曾參予演出自己編劇的國語電影《波斯夕陽情》(1977年)，飾演馮導演的太太，該齣電影曾到伊朗拍攝外景，孟君的丈夫施先生亦有陪同她到伊朗拍攝。
1996年於香港瑪麗醫院逝世 。

## 個人家庭
孟君育有一子一女，香港著名設計師劉培基為其親兒，女兒施淑文，名作家馮嘉為其誼弟。

## 外部連結
- 幸福摩天輪——狠母．癡兒（页面存档备份，存于）
- 香港文化資料庫（页面存档备份，存于）